# Cueto de la Llera
Las cuevas del Cueto de la Llera están situadas en el monte La Llera, en la parroquia de Posada de Llanes en el concejo asturiano de Llanes.
Se trata de una formación de diferentes cuevas de origen Cárstico en las que se han encontrado restos de herramientas prehistóricas y pinturas rupestres.
De las cuarenta cuevas existentes en el complejo de la Llera cabe destacar las de :
- Cuetu de La Mina
- Cueva de Balmori
- Cueva de La Riera
- Cueva del Tebellín